# Giōrgos Aristeidou
Giōrgos Aristeidou (in greco Γιώργος Αριστείδου?; 14 febbraio 1953) è un ex calciatore cipriota.

## Carriera
Ha giocato 4 partite per la nazionale cipriota tra il 1976 e il 1979